# Kirchenkreis Melle-Georgsmarienhütte
Der Kirchenkreis Melle-Georgsmarienhütte ist ein Kirchenkreis innerhalb der
Evangelisch-lutherischen Landeskirche Hannovers. Er gehört zum Sprengel Osnabrück. Zum Kirchenkreis Melle-Georgsmarienhütte gehören etwa 55.000 Gemeindeglieder in 21 Kirchengemeinden. Der Sitz des Kirchenkreises ist Melle. Entstanden ist der Kirchenkreis zum 1. Januar 2013 durch die Zusammenlegung der Kirchenkreise Melle und Georgsmarienhütte.

## Lage
Der Kirchenkreis liegt im Osnabrücker Land im Südwesten Niedersachsens. Er umfasst den südöstlichen Teil des Landkreises Osnabrück. Er grenzt, von Nordwesten aus im Uhrzeigersinn, an die hannoverschen Kirchenkreise Osnabrück und Bramsche (mit denen er einen gemeinsamen Kirchenkreisverband bildet) sowie an die westfälischen Kirchenkreise Herford, Halle, Münster und Tecklenburg.

## Kirchen und Gemeinden
| Bild                       | Kirche                     | Ort                                     | Gemeinde          | Bemerkungen |
| -------------------------- | -------------------------- | --------------------------------------- | ----------------- | ----------- |
|                            | Kirche Achelriede          | Bissendorf-Achelriede                   | Achelriede        |             |
| Schlosskirche              | Schlosskirche              | Bad Iburg                               | Bad Iburg         |             |
|                            | Dreifaltigkeitskirche      | Bad Laer                                | Bad Laer          |             |
|                            | Kripplein Christi          | Glandorf                                | Bad Laer          |             |
|                            | Jesus-Christus-Kirche      | Bad Rothenfelde                         | Bad Rothenfelde   |             |
| St. Lukas in Bennien       | St. Lukas                  | Melle-Bennien                           | Bennien           |             |
|                            | Martinikirche              | Melle-Buer                              | Buer              |             |
|                            | St. Mauritius              | Dissen am Teutoburger Wald              | Dissen            |             |
|                            | Lutherkirche               | Georgsmarienhütte-Alt-Georgsmarienhütte | Georgsmarienhütte |             |
|                            | Kirchenzentrum             | Hagen am Teutoburger Wald-Niedermark    | Hagen             |             |
|                            | Melanchthonhaus            | Hagen am Teutoburger Wald-Obermark      | Hagen             |             |
|                            | Johannes-der-Täufer-Kirche | Hilter am Teutoburger Wald              | Hilter            |             |
|                            | Urbankirche                | Bissendorf-Holte                        | Holte             |             |
| St. Antonius in Hoyel      | St. Antonius               | Melle-Hoyel                             | Hoyel             |             |
|                            | Auferstehungskirche        | Georgsmarienhütte-Kloster Oesede        | Georgsmarienhütte |             |
|                            | Pauluskirche               | Melle                                   | Melle-Paulus      |             |
|                            | St. Petri                  | Melle                                   | Melle-Petri       |             |
|                            | Christophoruskirche        | Melle-Neuenkirchen                      | Neuenkirchen      |             |
|                            | König-Christus-Kirche      | Georgsmarienhütte-Oesede                | Georgsmarienhütte |             |
| Marienkirchen in Oldendorf | Marienkirche               | Melle-Oldendorf                         | Oldendorf         |             |
|                            | St. Laurentius             | Bissendorf-Schledehausen                | Schledehausen     |             |
|                            | Apostelkirche              | Osnabrück-Sutthausen                    | Sutthausen        |             |
|                            | Auferstehungskirche        | Bissendorf-Wissingen                    | Wissingen         |             |

## Superintendenten
Erster Superintendent war von 2013 bis 2015 Wolfgang Loos, zuvor im gleichen Amt im Kirchenkreis Melle. Seit dem 1. November 2015 wird der Kirchenkreis von Hans-Georg Meyer-ten Thoren geleitet.